# Bandera d'Ontario
La bandera d'Ontario, adoptada el 25 de maig de 1965 a través de la Flag Act, reprodueix el disseny de la "Red Ensign" (és a dir, un camp vermell amb la bandera del Regne Unit o "Union Jack" situada al cantó del pal) amb escut provincial sobre el camp. La bandera representa les arrels d'Ontario com a part de l'Imperi Britànic i simbolitzant la lleialtat de la província vers el Canadà. La proporció de la bandera és 1:2.
L'escut provincial es compon de tres fulles d'auró en or en un fons de color verd, per sobre del qual se situa una franja blanca amb la creu de Sant Jordi.

## Història
Fins al 1965, la "Red Ensign" canadenca era la bandera que onejava a l'Assemblea legislativa d'Ontario i als edificis governamentals. El 1964, el govern federal va decidir reemplaçar la "Red Ensing" per l'actual bandera del Canadà. Aquesta decisió fou extremadament impopular sobretot entre els habitants de les àrees rural, que formaven la base política del Partit Progressista Conservador del primer ministre John Robarts. Robarts va proposar que la província tingués la seva pròpia bandera, i que aquesta tingués el disseny de la "Red Ensing" com l'antiga bandera canadenca. La diferència era que l'escut situat al camp seria substituït pel de la província d'Ontario. La bandera finalment fou adoptada per l'Assemblea legislativa el 14 d'abril de 1965, però al portar la bandera del Regne Unit al cantó era necessari el permís sobirà, el qual es va rebre el 21 de maig del mateix any.

## Banderes similars

"Red Ensign" canadenca 1957-1965.
"Red Ensign" canadenca 1921-1957.
"Red Ensign" canadenca 1868-1921.
Bandera de Manitoba, Canadà